# FIBA European Champions Cup 1976-1977
La Coppa dei Campioni 1976-1977 di pallacanestro maschile venne vinta dal Maccabi Tel Aviv.
Hanno preso parte alla competizione 23 squadre. La formula della competizione fu cambiata: le squadre vennero divise in sei gruppi, con gare di andate e ritorno (e somma dei punti): al termine la prima classificata veniva promossa al turno successivo, con un'ulteriore fase a gruppi valevole per la qualificazioni alla finale, cui accedevano le prime due classificate. La finale è stata organizzata a Belgrado.

## Risultati

### Primo turno

#### Gruppo A
|    | Squadra           | G | V | P | PF  | PS  | Dif  | P.ti |
| -- | ----------------- | - | - | - | --- | --- | ---- | ---- |
| 1. | Mobilgirgi Varese | 6 | 5 | 1 | 539 | 458 | +81  | 11   |
| 2. | 04 Leverkusen     | 6 | 4 | 2 | 558 | 489 | +69  | 10   |
| 3. | Eczacıbaşı        | 6 | 3 | 3 | 484 | 528 | -44  | 9    |
| 4. | T71 Dudelange     | 6 | 0 | 6 | 402 | 508 | -106 | 6    |

#### Gruppo B
|    | Squadra         | G | V | P | PF  | PS  | Dif  | P.ti |
| -- | --------------- | - | - | - | --- | --- | ---- | ---- |
| 1. | Real Madrid     | 6 | 6 | 0 | 763 | 499 | +264 | 12   |
| 2. | Crystal Palace  | 6 | 3 | 3 | 568 | 596 | -28  | 9    |
| 3. | Federale Lugano | 6 | 3 | 3 | 639 | 652 | -13  | 9    |
| 4. | Sporting CP     | 6 | 0 | 6 | 517 | 740 | -223 | 6    |

#### Gruppo C
|    | Squadra         | G | V | P | PF  | PS  | Dif  | P.ti |
| -- | --------------- | - | - | - | --- | --- | ---- | ---- |
| 1. | CSKA Mosca      | 6 | 6 | 0 | 700 | 487 | +213 | 12   |
| 2. | Alvik Stoccolma | 6 | 3 | 3 | 539 | 569 | -30  | 9    |
| 3. | Playhonka       | 6 | 2 | 4 | 472 | 556 | -84  | 8    |
| 4. | Wisła Cracovia  | 6 | 1 | 5 | 495 | 594 | -99  | 7    |

#### Gruppo D
|    | Squadra                   | G | V | P | PF  | PS  | Dif | P.ti |
| -- | ------------------------- | - | - | - | --- | --- | --- | ---- |
| 1. | Racing Maes Pils Mechelen | 6 | 5 | 1 | 445 | 393 | +52 | 11   |
| 2. | ASPO Tours                | 6 | 3 | 3 | 553 | 540 | +13 | 9    |
| 3. | Union Vienna              | 6 | 2 | 4 | 523 | 534 | -11 | 8    |
| 4. | Amstelveen                | 6 | 2 | 4 | 488 | 542 | -54 | 7    |

#### Gruppo E
|    | Squadra                | G | V | P | PF  | PS  | Dif | P.ti |
| -- | ---------------------- | - | - | - | --- | --- | --- | ---- |
| 1. | Maccabi Elite Tel Aviv | 6 | 5 | 1 | 542 | 470 | +72 | 11   |
| 2. | Sinudyne Bologna       | 6 | 3 | 3 | 496 | 482 | +14 | 9    |
| 3. | Dinamo Bucarest        | 6 | 3 | 3 | 511 | 509 | +2  | 9    |
| 4. | Olympiakos Pireo       | 6 | 1 | 5 | 449 | 537 | -88 | 7    |

#### Gruppo F
|    | Squadra           | G | V | P | PF  | PS  | Dif | P.ti |
| -- | ----------------- | - | - | - | --- | --- | --- | ---- |
| 1. | Spartak Brno      | 4 | 3 | 1 | 372 | 334 | +38 | 7    |
| 2. | Partizan Belgrado | 4 | 2 | 2 | 400 | 376 | +24 | 6    |
| 3. | Academic Sofia    | 4 | 1 | 3 | 336 | 398 | -66 | 5    |
| 4. | Gezira SC         | 0 | 0 | 0 | 0   | 0   | 06  | 0    |

### Semifinali
|    | Squadra                   | G  | V | P  | PF  | PS  | Dif  | P.ti |
| -- | ------------------------- | -- | - | -- | --- | --- | ---- | ---- |
| 1. | Mobilgirgi Varese         | 10 | 7 | 3  | 871 | 788 | +83  | 17   |
| 2. | Maccabi Elite Tel Aviv    | 10 | 6 | 4  | 698 | 699 | -1   | 16   |
| 3. | CSKA Mosca                | 10 | 6 | 4  | 869 | 788 | +81  | 16   |
| 4. | Real Madrid               | 10 | 6 | 4  | 998 | 936 | -62  | 16   |
| 5. | Racing Maes Pils Mechelen | 10 | 5 | 5  | 743 | 839 | -96  | 15   |
| 6. | Spartak Brno              | 10 | 0 | 10 | 740 | 869 | -129 | 10   |

|  | Qualificate alle semifinali |
|  | Eliminata                   |

### Finale
| Squadra 1         | Risultato | Squadra 2              |
| ----------------- | --------- | ---------------------- |
| Mobilgirgi Varese | 77 - 78   | Maccabi Elite Tel Aviv |

| Coppa dei Campioni 1976-1977 |
| ---------------------------- |
| Maccabi Tel-Aviv 1º titolo   |

## Formazione vincitrice
| N° | Naz.                   | Ruolo | Sportivo       |  | Alt. |  |
| -- | ---------------------- | ----- | -------------- |  | ---- |  |
| 4  | Israele (bandiera)     | C     | Eric Minkin    |  |      |  |
| 5  | Israele (bandiera)     | A     | Shuki Schwartz |  |      |  |
| 6  | Israele (bandiera)     | P     | Tal Brody      |  |      |  |
| 7  | Israele (bandiera)     | P     | Motti Aroesti  |  |      |  |
| 8  | Israele (bandiera)     | C     | Aulcie Perry   |  |      |  |
| 9  | Israele (bandiera)     | GA    | Miki Berkovich |  |      |  |
| 10 | Israele (bandiera)     | A     | Hanan Indibo   |  |      |  |
| 11 | Stati Uniti (bandiera) | P     | Bob Griffin    |  |      |  |
| 12 | Israele (bandiera)     | AC    | Lou Silver     |  |      |  |
| 13 | Israele (bandiera)     | A     | Eran Arad      |  |      |  |
| 14 | Israele (bandiera)     | P     | Eyal Yaffe     |  |      |  |
| 15 | Stati Uniti (bandiera) | AG    | Jim Boatwright |  |      |  |
|    | Israele (bandiera)     | All.  | Ralph Klein    |  |      |  |